# أدولفو سالازار
أدولفو سالازار (بالإسبانية: Adolfo Salazar) هو عالم موسيقى وملحن مكسيكي وإسباني، ولد في 6 مارس 1890 في مدريد في إسبانيا، وتوفي في 1 أكتوبر 1958 في مدينة مكسيكو في المكسيك.

## وصلات خارجية
- أدولفو سالازار على موقع ميوزك برينز (الإنجليزية)